# Осташкин, Виктор Александрович
Виктор Александрович Осташкин (27 сентября 1854, Самара Российская империя — ?, Орёл?, Российская империя) — русский революционер, народник, один из основателей самарского народнического кружка.

## Биография
В начале 1870-х годов — ученик Самарской гимназии.

В 1872 году вошёл в местный гимназический кружок самообразования, принявший в 1873 году противоправительственное направление. Вместе со Львом Городецким принимал деятельное участие в делах самарского кружка. Бросил гимназию.

В январе 1874 года обучался столярному мастерству; вёл пропаганду среди плотничьей артели в Самаре и в деревнях около Самары; вёл переписку с пропагандистами.

Был арестован в Самаре на постоялом дворе Фаминского 14 июля 1874 года вместе с С. Ф. Коваликом. Находился в Самарской тюрьме и был привлечён по делу о пропаганде в империи (Процесс ста девяноста трёх). С 20 января 1875 года содержался в Петропавловской крепости; 30 января 1876 года переведен в Дом предварительного заключения.

Предан 5 мая 1877 года суду Особого Присутствия Правительствующего Сената по обвинению в составлении противозаконного сообщества, участии в нём и в распространении преступных сочинений (Процесс ста девяноста трёх).

23 января 1878 года признан виновным во вступлении в противозаконное сообщество со знанием его целей и в распространении запрещённых сочинений и приговорён к лишению всех прав состояния и к каторжным работам в крепостях на шесть лет, при чём суд ходатайствовал о замене последних ссылкою на житьё в Тобольской губернии.

Переведен 25 января 1878 года в Петропавловскую крепость, где 25 мая 1878 года подписал заявление «Товарищи по убеждению» («завещание»).

По высочайшему повелению 11 мая 1878 года лишён всех особых, лично и по состоянию присвоенных прав и преимуществ и выслан на житье в Тобольскую губернию. Передан 18 июля 1878 года из Петропавловской крепости для отправления по назначению.

Был выслан в Тару (Тобольская губерния), где женился в 1880 году на Вере Спиридоновне Любатович.

В 1881 году за «вредное влияние» на крестьян и «дерзкое неповиновение» властям выслан с женой в Карчинскую волость (Красноярский округ в Енисейской губернии).

В середине 1880-х годов жил в Минусинске, затем в Енисейске. 

С середины 1890-х годов жил под негласным надзором в Орле.

Негласный надзор прекращён в марте 1903 года.

## Жена
- Любатович, Вера Спиридоновна